# Sapowice
Sapowice – wieś w Polsce położona w województwie wielkopolskim, w powiecie poznańskim, w gminie Stęszew.
W latach 1975–1998 miejscowość administracyjnie należała do województwa poznańskiego.
Wieś położona jest 5 km na zachód od Stęszewa, na wschodnim brzegu Jeziora Strykowskiego, przy drodze Strykowo – Buk.
W 2021 w Sapowicach mieszkało 509 osób

## Zabytki
W Sapowicach znajduje się zabytkowy, eklektyczny pałac z połowy XIX w. z oficyną z 1910 roku oraz kaplica św. Piotra z 1984-1986, wybudowana w czynie społecznym przez mieszkańców wioski. Pałac jest otoczony krajobrazowym parku (również objętym wpisem do rejestru zabytków) z 1 poł. XIX w. (pow. 5,0 ha) z aleją grabową, położonym tuż nad brzegiem jeziora. Dwór służy jako Dom Pracy Twórczej Biblioteki Raczyńskich w Poznaniu. Całość jest otoczona murem z bramą wjazdową z 2 poł. XIX w., przy której pod koniec XIX w. wybudowano oficynę. W bezpośrednim sąsiedztwie, w obrębie zabudowań folwarcznych znajdują się jeszcze m.in. stajnia, powozownia i spichlerz z 1885 r. oraz kuźnia, krochmalnia i stelmacharnia z ok. 1900 r. Przy bramie pałacowej figura św. Wawrzyńca, a przy drodze do Strykowa barokowo-ludowa figura św. Jana Nepomucena. W najbliższym sąsiedztwie byłego PGR (d. zabudowań folwarcznych) znajdują się domy mieszkalne. Park krajobrazowy z pałacem i całą zabudową folwarczną znajdują się w centrum Sapowic, bezpośrednio nad brzegiem jeziora Strykowskiego.

## Sport
21 sierpnia 2003 powstał klub piłkarski KS Okoń Sapowice. W latach 2004–2005 działalność zamarła, po czym nastąpiła reaktywacja pod nazwą LZS ll Wronczyn (2005-2007), a w 2008 wrócono do pierwotnej nazwy. Obecnie klub posiada dwie sekcje: seniorów oraz utworzoną w 2018 roku sekcję orlików (chłopcy w wieku 7-11 lat). W sezonie piłkarskim 2018/2019 KS Okoń Sapowice grał w „PROTON” B Klasa, korzystając ze Stadionu Miejskiego w Sapowicach. Klub używa barw żółto-czarnych i obok określenia "okonki" jest to drugi przydomek klubu. Maskotką klubową jest Ryba.